# Костел Зішестя Святого Духа (Чернігів)
Костел Зішестя Святого Духа — чинний костел Римсько-католицької церкви в Чернігові (Україна). Належить Києво-Житомирській дієцезії.
В костелі служать священики зі Згромадження Місіонерів Облатів Непорочної Марії.

## Історія Римсько-Католицької парафії в Чернігові
Коли йдеться про римсько-католицьку парафію у місті Чернігові, то тут є прийнятним термін «відновлена», оскільки понад півтора десятиліття тому спільнота саме відновилася після того, як у середині 20-х років, по суті, морально та фізично була знищена.
Свого часу Римо-Католицька Церква на Чернігівщині була настільки популярна, що планувалося створити навіть окрему Чернігівську Єпархію. Єпископ Київський (якому підпорядковували римо-католики Чернігівщини) отримав у 1638 році титул "Єпископ Київський, Титулярний Єпископ Чернігівський", а саму Київську Римо-Католицьку Єпархію планувалося розділити на окрему Київську Єпархію і окрему Чернігівську Єпархію. На жаль прихід російських, а потім і радянських окупантів поховав ці плани.
Тільки у 1992 році, після проголошення Україною незалежності, після певних змін у стосунках між державою та Церквою, зокрема римсько-католицькою, група чернігівців звернулась до влади з клопотанням про реєстрацію спільноти римо-католиків. Після відповідних процедур клопотання було задоволено. Однак, десятиліття радянської «пропаганди» та не зовсім коректна поведінка представників інших конфесій спричиняли досить насторожене, якщо не вороже, ставлення до католиків. Священики ордену Облатів Непорочної Діви Марії, які приїхали служити у Чернігів, розуміли, що кригу відчуження між населенням міста та невеличкою парафією (менше 20 чоловік) потрібно підтоплювати теплом довіри та взаєморозуміння. Досить скоро чернігівці переконалися, що католицька церква — відкрита для всіх охочих.
Сьогодні парафія Зіслання Святого Духа, хоч і зросла чисельно, однак залишається невеликою порівняно зі скажімо, православними парафіями міста. Проте в Чернігові знають, що римо-католики дбають про молодь, не залишаючись осторонь її проблем. Велика кількість дітей міста ще в 90-х роках побувала на оздоровленні за кордоном в країнах Західної Європи. При парафії існує дитячий притулок для дітей-сиріт. Молодь, що зростає в католицькому середовищі, активно спілкується з оточуючим світом — здійснює паломництва як в межах України, так і за її кордонами, бере участь в міжнародних зустрічах католицької молоді, займається колективною творчістю. Римсько-Католицька церква у Чернігові, незважаючи на певні проблеми економічного характеру, знаходить можливість піклуватися про немічних, хворих, знедолених. Щомісяця парафіяни разом із священиком відвідують тих, про кого забули рідні та держава. Відвідуються також ті, хто через вчинення злочину перебуває в місцях позбавлення волі. Кілька років тому при парафіяльному будинку по вул. П'ятницькій було створено їдальню для бідних. Надається гуманітарна допомога лікарням міста.
У 2002 році, після тривалої (і безуспішної) суперечки між владою міста та парафією Римо-католицької церкви за приміщення костелу, побудованого у XIX ст. на розі вул. П'ятницька та Чернишевського, почалося будівництво нового храму та монастирського будинку. І хоч як не буває скрутно, але будівництво просувається в поступальному напрямі. Тепер уже на розі вул. Київська та Гонча постав невеликий комплекс, який складається з костелу, дзвіниці, будинку для священиків. В парафії постійно працює декілька священиків, служать черниці, що опікуються в притулку найменшими дітьми, приїжджають на реколекції священики з інших парафій. Від моменту її відновлення очолює парафію о. Генріх (Камінський). Парафіяни виїжджають в паломницькі поїздки до святинь України та Європи — в Польщу, Францію, Австрію, Німеччину. У 1995 р. відбулася знаменна для чернігівців подія — представники парафії на чолі з настоятелем побували в Римі на зустрічі з Папою Римським Іваном Павлом II.
За роки існування в Чернігові Римсько-Католицької спільноти поліпшилися й міжконфесійні стосунки. Привітати католиків з Різдвом та Великоднем приходять представники Православної церкви України та Української греко-католицької церкви. Такі стосунки сприяють розумінню серед чернігівських християн того, що католики, православні, греко-католики — це гілки одного дерева, яке росте з одного коріння.

## Різне
В чернігівській парафії Зішестя Святого Духа з 20 до 23 липня 2011 р. перебувала музична група зі спільноти «Нініва». Члени цього гурту приїхали з Польщі, з містечка Катовіце, щоб співаним словом проголошувати Божу любов і ділитися своєю вірою.
Спільнота «Нініва» провела концерт на подвір'ї парафіяльного храму, яким опікуються Місіонери Облати Непорочної Марії. А у п'ятницю, 22 липня, надвечір, спільнота група грала і співала в місцевому парку при вході до «Веселого містечка». Багато людей, які гуляли у парку, затримувалися, сідали на лавочках, і слухали динамічну християнську музику. З цим музичним гуртом співпрацювала також молодіжна парафіяльна спільнота «Молодь отців-облатів».

## Літургії
Порядок проведення літургій:
| День тижня | Мова                     | Час   |
| ---------- | ------------------------ | ----- |
| Понеділок  | українська               | 18:00 |
| Вівторок   | українська               | 09:00 |
| Середа     | українська               | 18:00 |
| Четвер     | польська                 | 09:00 |
| П'ятниця   | українська               | 18:00 |
| Субота     | українська               | 09:00 |
| Субота     | Адорація Пресвятих Дарів | 18:00 |
|            | Недільна служба          | 19:00 |
| Неділя     | польська                 | 09:00 |
| Неділя     | українська               | 11:00 |
| Неділя     | Недільний молебень       | 18:00 |

## Адреса
На 2016 рік: м. Чернігів, вул. Київська, 20 (на перехресті вулиць Київська й Гонча)